# بافن
بافن (به آلمانی: Baven) یک منطقهٔ مسکونی در آلمان است که در هرمانسبورگ واقع شده‌است. بافن ۱٬۶۳۸ نفر جمعیت دارد.